# Provincia de Tajima
La provincia de Tajima (但馬国 Tajima no Kuni?) fue una provincia histórica de Japón que se ubicaría en la zona norte de la actual prefectura de Hyōgo,en la isla de Honshū. también era conocida como provincia de Tanshū (但州?). Tajima limitaba con las provincias de Harima, Inaba, Tanba y Tango.
Esta región es popular por sus onsen y por ser el lugar de origen la famosa carne de Kobe.